# Dolomedes bukhkaloi
Dolomedes bukhkaloi là một loài nhện trong họ Pisauridae.
Loài này thuộc chi Dolomedes. Dolomedes bukhkaloi được Yuri M. Marusik miêu tả năm 1988.